# Karoly Grosz (người vẽ minh họa)
Karoly Grosz (/ˈkɑːˌrɔɪ ˈɡroʊs/, KAH-roy GROHSS; tiếng Hungary: [ˈkaːroj ˈɡroːs]; k.1896 – sau 1938) là một họa sĩ minh họa người Mỹ gốc Hungary cho các áp phích phim cổ điển của điện ảnh Hollywood cổ điển. Là giám đốc nghệ thuật của Universal Pictures trong phần lớn những năm 1930, Grosz đã giám sát các chiến dịch quảng cáo của công ty và đóng góp hàng trăm bức tranh minh họa của riêng mình. Ông đặc biệt được công nhận nhờ những tấm áp phích đầy màu sắc, kịch tính cho các bộ phim kinh dị kinh điển. Những tấm áp phích nổi tiếng nhất của Grosz đã quảng cáo cho các bộ phim Quái vật kinh điển của Universal ban đầu như Dracula (1931), Frankenstein (1931), The Mummy (1932), The Invisible Man (1933) và Bride of Frankenstein (1935). Ngoài thể loại kinh dị, những thiết kế đáng chú ý khác của ông bao gồm áp phích cho bộ phim chiến tranh tầm cỡ All Quiet on the Western Front (1930) và bộ phim hài My Man Godfrey (1936).
Các bản in thạch bản gốc của nghệ thuật áp phích của ông là rất hiếm và được các nhà sưu tập đánh giá cao. Hai tấm áp phích do Grosz minh họa — quảng cáo cho Frankenstein và The Mummy, đã lập kỷ lục đấu giá cho tấm áp phích phim đắt nhất thế giới. Tác phẩm thứ hai đã giữ kỷ lục trong gần 20 năm vào thời điểm bán ra vào năm 1997, nó có thể là tác phẩm in nghệ thuật đắt nhất so với bất kỳ loại hình nào, bao gồm cả các hình thức nghệ thuật thương mại cũng như mỹ thuật. Trang web tham khảo LearnAboutMoviePosters (LAMP) lưu ý rằng, tính đến tháng 8 năm 2016, Grosz xuất hiện nhiều hơn bất kỳ nghệ sĩ nào khác trong danh sách toàn diện các áp phích phim cổ điển được bán với giá ít nhất 20.000 đô la.
Bất chấp sự phát triển về giá trị và sự nổi tiếng của tác phẩm nghệ thuật, có rất ít thông tin tiểu sử của Grosz được biết đến. Ông sinh ra ở Hungary vào khoảng năm 1896, nhập cư vào Hoa Kỳ năm 1901, sau đó nhập quốc tịch, sống ở New York và làm việc trong lĩnh vực quảng cáo phim trong khoảng thời gian từ năm 1920 đến năm 1938. Chỉ một phần nhỏ các tác phẩm nghệ thuật của Grosz được ghi công, phản ánh sự ẩn danh mang tính tiêu chuẩn của các nghệ sĩ sáng tác áp phích phim Mỹ thời kỳ đầu.